# Alain Espeisse
Alain Espeisse est un footballeur français, né le 25 août 1965 à Lunel en France, évoluant au poste de milieu de terrain du début des années 1980 jusqu'au milieu des années 1990.

## Biographie
Alain Espeisse évolue pendant dix saisons avec l'équipe du Nîmes Olympique. Il termine ensuite sa carrière au FC Rouen.
Il dispute un total de 36 matchs en Division 1, sans inscrire de buts, et 193 matchs en Division 2, marquant dix buts.
Le 19 septembre 1986, il inscrit son seul doublé en Division 2, lors de la réception du FC Istres. Son équipe de Nîmes s'impose alors sur le très large score de 7 buts à 1.

## Palmarès
- Vainqueur du Groupe A de Division 2 en 1991 avec le Nîmes Olympique
- Deuxième du Groupe B de Division 2 en 1989 avec le Nîmes Olympique